# George Bohun Martin
Pour les articles homonymes, voir George Martin (homonymie) et Martin.
George Bohun Martin (25 décembre 1842-29 août 1933) est un homme politique canadien de la Colombie-Britannique. Il est député provincial indépendant de la circonscription britanno-colombienne de Yale de 1882 à 1894 et de Yale-East de 1894 à 1898.

## Biographie
Né dans le Yorkshire en Angleterre, Martin étudie à Cheltenham,. Il entame une carrière dans la Royal Navy et sert dans la Baltique et en Inde. Après avoir dû quitter la marine en raison d'une blessure, il s'établit en Colombie-Britannique en 1862 et travaille pour la Compagnie de la Baie d'Hudson jusqu'en 1865. Il fait ensuite l'acquisition d'un ranch près de la rivière South Thompson.
Élu député à la suite du décès de Preston Bennett, il sert au conseil exécutif à titre de Commissaire aux Terres et aux Travaux.
Martin meurt à Victoria à l'âge de 90 ans.